# مطالعات نبرد (آلبوم)
مطالعات نبرد (به انگلیسی: Battle Studies) چهارمین آلبوم استودیویی خواننده-ترانه‌سرای آمریکایی جان مایر است که در ۱۷ نوامبر ۲۰۰۹ توسط کلمبیا رکوردز منتشر شد. آلبوم نامزد دریافت جایزه گرمی بهترین آلبوم آواز پاپ شد.